# Blessing Bethlehem
Pour les articles homonymes, voir Bethléem (homonymie).
Blessing Bethlehem est une organisation caritative américaine ayant pour but l'aide aux persécutés chrétiens vivant dans la ville de Bethléem et ses environs. Il a été lancé en septembre 2016 par le rabbin Pesach Wolicki, du Centre pour la compréhension et la coopération judéo-chrétienne (CJCUC), lors du festival LifeLight à Sioux Falls, dans le Dakota du Sud .

## Contexte
En 2015, le rabbin Pesach Wolicki s'est rendu à Sioux Falls, dans le cadre d'un effort éducatif mené au nom de la CJCUC, où il a entendu parler d'une collecte de nourriture locale au temple Faith . Plus tard, après avoir rencontré le pasteur Naim Khory de Jérusalem, il a été décidé d'étendre les efforts du groupe en vue de nourrir les pauvres de Bethléem. 
Dans un article publié en septembre 2016 pour le chef Argus, Wolicki a déclaré que, dans le Livre de Moïse, Dieu commande aux  Juifs de « prendre soin de l'étranger au milieu d'eux », expliquant que la population chrétienne de Bethléem « ne se trouve pas dans un pays comme la Syrie ou l'Irak où nous n’avons pas accès à eux et ne pouvons pas les aider : nous pouvons les aider ». Il a également déclaré que le peuple juif était principalement préoccupé par la persécution des chrétiens à travers le monde en raison de l'histoire de la persécution vécue par les Juifs eux-mêmes. 
Dans une interview accordée en septembre 2018, Wolicki a précisé l'importance d'établir "Blessing Bethlehem" en déclarant que "les terres de l'alliance exigent une responsabilité contractuelle". 